# Venceslau III da Boêmia
Venceslau III da Boémia (6 de Outubro de 1289 – 4 de Agosto de 1306) foi rei da Hungria (1301–1305) e rei da Boémia (1305–1306).
Coroado em 27 de agosto de 1301, em Székesfehérvár, assumiu o nome húngaro de Ladislau V (László, em húngaro). Devido ao conflito interno no país, apenas a nobreza do norte (território correspondente à atual Eslováquia) aceitou-o como soberano. A 6 de Dezembro de 1305, em meio à forte oposição dos partidários de Carlos Roberto, Venceslau renunciou à coroa húngara em favor de Otão III da Baviera.
Foi o último dos soberanos premislidas da Boêmia. A sua irmã, Isabel (Eliška), herdeira da Boémia, casou-se com João, o Cego, que assumiu o trono boémio em nome da sua mulher. 
Como apenas parte do Reino da Hungria reconheceu-o como soberano, Venceslau não costuma ser contado entre os reis húngaros, razão pela qual outro rei viria a ser chamado Ladislau V, no século XIV.